# Фынсянь (Сюйчжоу)
Фэнся́нь (кит. упр. 丰县, пиньинь Fēng xiàn) — уезд городского округа Сюйчжоу провинции Цзянсу (КНР).

## История
Уезд был создан ещё во времена самого первого централизованного государства на территории Китая — империи Цинь.
В годы второй мировой войны оказался в составе образованной марионеточными прояпонскими властями провинции Хуайхай.
После образования КНР уезд вошёл в состав Специального района Тайцзао (台枣专区) провинции Шаньдун. В мае 1950 года Специальный район Тайцзао был расформирован, и уезд вошёл в состав Специального района Тэнсянь (滕县专区). В 1953 году уезд перешёл в состав Специального района Сюйчжоу (徐州专区) провинции Цзянсу; при этом к нему был присоединён уезд Хуашань (华山县).
В 1970 году Специальный район Сюйчжоу был переименован в Округ Сюйчжоу (徐州地区).
В 1983 году был расформирован Округ Сюйчжоу и образован городской округ Сюйчжоу, и уезд вошёл в его состав.

## Административное деление
Уезд делится на 14 посёлков.